# Милош Косановић
Милош Косановић (Чонопља, 28. мај 1990) српски је фудбалер који игра у одбрани.

## Каријера
Каријеру је започео у Младости из Апатина из које је 2010. године прешао у пољску Краковију. У Краковији је остао до 2014. године када је прешао у Мехелен. У јануару 2016. потписао је за Стандард из Лијежа. Као Стандардов играч једну сезону је провео на позајмици у турском суперлигашу Гозтепеу. Напустио је Стандард у августу 2019. и потписао за Ал Џазиру из Абу Дабија. У септембру 2023. потписао је за мађарског прволигаша Ујпешт, али је напустио овај клуб већ током зимске паузе. Почетком 2024. године вратио се у УАЕ и потписао за Аџман клуб.
За сениорску репрезентацију Србије забележио је један наступ, 7. септембра 2015, на пријатељском мечу са Француском (1:2) у Бордоу.